# Filha da Lei
Filha da Lei é uma série de televisão portuguesa de género policial exibida em 2017 pela RTP1 e produzida pela Stopline Films.

## Sinopse
A série gira em torno de Isabel Garcia, Inspetora-Chefe da PJ, que é confrontada com o maior desafio da sua carreira ao ser designada para comandar a investigação daquele que será o mais importante caso policial em Portugal nos últimos 20 anos: os violentos assassinatos em série que assolam a cidade de Lisboa. Samuel Lopes, Inspetor estagiário formado em Psicologia Criminal, junta-se à Brigada de Garcia onde terá que conquistar o seu lugar e o respeito dos inspetores mais experientes. O convívio com o inspetor estagiário ajuda Garcia a entender melhor a sua filha Sara, uma adolescente de 16 anos fruto de um casamento falhado com o implacável jornalista Jaime.

## Elenco
| Ator/Atriz       | Personagem      |
| ---------------- | --------------- |
| Anabela Moreira  | Isabel Garcia   |
| Ivo Canelas      | Jaime           |
| Tomás Alves      | Samuel Lopes    |
| Alba Baptista    | Sara            |
| João Baptista    | Santos          |
| Elmano Sancho    | Francisco       |
| Vítor Norte      | Baptista        |
| Alfredo Brito    | Inácio          |
| Joana Brandão    | Carmo           |
| Bruna Quintas    | Joana           |
| Bárbara Lourenço | Olívia          |
| Carla Chambel    | Clara Gonçalves |
| Filipe Crawford  | Augusto         |
| Rodrigo Saraiva  | Pimentel        |
| André Gago       | Franklin        |
| André Leitão     | Bruno           |
| Miguel Raposo    | Henrique        |

### Elenco adicional
- Dinarte Branco - Manuel
- Ana Cunha - Sofia
- Alexander David - João Siopa
- Eduardo Frazão - Moisés
- Victor Gonçalves - Eduardo Campos
- Samuel Alves - Técnico Laboratório
- João Arrais - Afonso Carvalheda
- Susana Cacela - Luísa
- Lia Carvalho - Victoria
- José Condessa - Flávio
- Raimundo Cosme - N310
- Orlando Costa - Guimarães
- João Craveiro - Carlos
- Rita Tristão da Silva - Sandra
- Maria Ana Filipe - Anabela
- Pedro Górgia - Simone
- Iolanda Laranjeiro - Lurdes
- Paulo Matos - Salvador Dinis
- António Melo - José Maria
- Lourenço Mimoso - Tomás
- José Pimentão - Angelo
- Romeu Vala - Doninha
- Carla Vasconcelos - Nicha
- Isabel Abreu - Pivot TV
- Leonor Alcácer - Mãe Cláudia
- Gabriela Barros - Lena
- Pedro Borges - Hugo Oliveira
- Cucha Carvalheiro - Ivone
- Rui Cerveira - Sebastião Martins
- Figueira Cid - Roberto Oliveira
- Romeu Costa - Pai de Sebastião
- Inês Curado - Vanessa
- Eric da Silva - Polícia
- Tiago Delfino - Sebastião
- José Eduardo - Nuno
- Maria Faleiro - Funcionária Tribunal
- Pedro Ferreira - Técnico Video PJ
- Fernando Ferrão - Jacinto
- Sílvia Filipe - Ana Isabel
- Hugo Franco - Helder
- Pedro Laginha - Pedro Faria
- Pedro Lamares - Luís
- Gonçalo Lello - Bombeiro
- Félix Lozano - Inspector Ramirez
- Ana Mafalda - Ana Araújo
- Katarina Maia - Margarida
- João Maria Maneira
- Paulo Manso - Homem Discoteca
- Paula Marcelo - Linda Aguiar
- Daniel Martinho - Agostinho
- Manuel Moreira - Empregado Bar Jazz
- André Nicolau
- Joaquim Nicolau - Figueira
- João Sá Nogueira - Miguel
- Jorge Oliveira - Comendador
- Pedro Oliveira - Jornalista
- Paulo Patricio - Raimundo
- Augusto Portela - Chefe PSP
- Bruno Salgueiro - Professor Natação
- Orlando Sérgio - Rogério Almeida
- Paula Só - Benilde
- Susana Vitorino

## Episódios
| # | Título                      | Exibição em Portugal    | Audiência    | Audiência | Audiência |
| # | Título                      | Exibição em Portugal    | Espectadores | Share     | Rating    |
| --- | --------------------------- | ----------------------- | ------------ | --------- | --------- |
| 1 | "A Morte É Só Um Princípio" | 24 de janeiro de 2017   | 256 500      | 5,9%      | 2,7%      |
| A Inspetora-Chefe Isabel Garcia (Anabela Moreira) é designada para comandar a investigação do assassinato de uma jovem encontrada junto ao rio. Neste novo caso, a 5ª Brigada vai contar com a ajuda de um novo elemento, o Inspetor estagiário Samuel Lopes (Tomás Alves). |                             |                         |              |           |           |
| 2 | "O Príncipio"               | 31 de janeiro de 2017   | 190 000      | 4,6%      | 2%        |
| Isabel e Lopes investigam uma segunda vítima, assassinada nas mesmas circunstâncias. Jaime quer que o jornal se dedique a este caso, mantendo a sua linha sensacionalista. Novas pistas adensam o mistério sobre estes crimes. |                             |                         |              |           |           |
| 3 | "Habeas Corpus"             | 7 de fevereiro de 2017  | 275 500      | 6,1%      | 2,9%      |
| A inspetora Isabel Garcia está convencida da culpabilidade do principal suspeito dos assassinatos das duas jovens. Entretanto Jaime persegue a sua vontade de fazer deste caso um furo jornalístico, independentemente das consequências para a investigação liderada pela sua ex-mulher. |                             |                         |              |           |           |
| 4 | "Um Passo Atrás"            | 14 de fevereiro de 2017 | 171 000      | 5,3%      | 1,8%      |
| A insistência de Jaime em divulgar informações sobre a investigação começa a levantar dúvidas na opinião pública quanto à eficácia da Polícia Judiciária. Isabel continua focada em provar a culpabilidade do seu suspeito, o que não lhe permite aperceber-se da fase complicada que Sara atravessa. |                             |                         |              |           |           |
| 5 | "Um Mundo Encantador"       | 21 de fevereiro de 2017 | 142 500      | 4,1%      | 1,5%      |
| Enquanto a investigação ao caso do "Estrangulador do Lenço" parece ter chegado a um impasse, a 5ª Brigada consegue desvendar o caso de Sérgio e Simone. No entanto, Isabel recusa-se a render-se às evidências de que o seu suspeito está inocente e continua a sua investigação contra tudo e contra todos. |                             |                         |              |           |           |
| 6 | "Invisível"                 | 28 de fevereiro de 2017 | 142 500      | 3,1%      | 1,5%      |
| Mais uma jovem aparece morta e a existência de um serial killer em Lisboa parece confirmar-se. Após uma surpreendente confissão o caso parece ter chegado ao fim. Entretanto, através dos seus amigos Joana e Bruno, Sara deixa-se cair nas malhas de Moisés. |                             |                         |              |           |           |
| 7 | "Inimputável"               | 7 de março de 2017      | 114 000      | 3,5%      | 1,2%      |
| Para espanto de todos menos da Investigadora Isabel Garcia, o caso do serial killer dá uma reviravolta surpreendente em Tribunal e a investigação parece ter voltado à estaca zero. Por sua vez, e para desespero de Isabel, Sara acaba por sofrer as consequências por ter arriscado por caminhos perigosos. Jaime continua desconfiado de que Franklin prepara algo nas suas costas e tenta obter informações através de Olívia.                                                                     |                             |                         |              |           |           |
| 8 | "O Principal Suspeito"      | 14 de março de 2017     | 123 500      | 4,1%      | 1,3%      |
| Depois do volte-face no julgamento do presumível autor dos crimes, Portugal acorda com o principal suspeito na primeira página do jornal de Jaime. Esta notícia sensacionalista deixa muita gente descontente e Isabel é a primeira a sofrer as consequências. Francisco Morais tenta encontrar refúgio para fugir à perseguição mediática, sendo forçado a desenterrar questões do seu passado. |                             |                         |              |           |           |
| 9 | "Psycho"                    | 21 de março de 2017     | 152 000      | 3,8%      | 1,6%      |
| Isabel, apesar do seu afastamento, não resiste a seguir o instinto para descobrir mais pistas que possam incriminar Francisco Morais. Na 5ª Brigada, Lopes revela-se determinante na resolução do caso do atropelamento. No Diário Nacional começam a surgir vários indícios de mudança, deixando Jaime cada vez mais inseguro e isolado. Santos faz uma visita inesperada a Sara, mas contrariamente ao que pensavam não estavam sós.                                                                 |                             |                         |              |           |           |
| 10 | "Amor"                      | 28 de março de 2017     | 180 500      | 3,9%      | 1,9%      |
| Após a saída inesperada de Olívia do Diário Nacional e a publicação da polémica manchete, Jaime parece começar a perder o controle da situação. Isabel, afastada da Judiciária, decide continuar a investigação e conta com o apoio de Lopes. Inácio quer retomar as rédeas da investigação e usa a sua influência para alterar as peças do jogo e apostar num substituto improvável para chefiar a 5ª Brigada.                                                                                        |                             |                         |              |           |           |
| 11 | "II Acto"                   | 4 de abril de 2017      | 180 500      | 4%        | 1,9%      |
| O Estrangulador do Lenço volta a atacar. A investigação retoma em força, desta vez com a ajuda de Clara, o novo membro da 5ª Brigada. Isabel, ainda afastada, tenta acompanhar todos os desenvolvimentos com a ajuda de Lopes. Jaime, revoltado com o seu despedimento, refugia-se em casa e na bebida, contando apenas com o apoio de Carmo. |                             |                         |              |           |           |
| 12 | "Justiça"                   | 11 de abril de 2017     | 123 500      | 4,2%      | 1,3%      |
| Santos não aguenta a pressão e é afastado da chefia da Brigada. Inácio vê-se obrigado a pedir a Isabel que regresse e que se dedique exclusivamente à captura do assassino em série. Santos, desorientado, tenta encontrar consolo em Sara. Lopes começa a juntar as peças do puzzle e pensa ter finalmente desvendado o mistério que se esconde por trás do caso do Estrangulador do Lenço. |                             |                         |              |           |           |
| 13 | "Caminho de Fogo"           | 18 de abril de 2017     | 142 500      | 5,4%      | 1,5%      |
| Enquanto o resto da Brigada prossegue com a investigação do caso do incêndio, Isabel e Lopes concentram-se exclusivamente em resolver o caso do Estrangulador do Lenço. Seguindo a teoria de Lopes, os investigadores pensam ter encontrado uma ligação de Francisco Morais aos crimes. Sara faz uma descoberta inesperada que lhe poderá mudar a vida radicalmente. Sob a alçada de Franklin e chefia de Olívia, Jaime estreia com orgulho o seu novo programa sensacionalista: o Justiceiro do Povo. |                             |                         |              |           |           |
| 14 | "Pontaria"                  | 25 de abril de 2017     | 161 500      | 4,6%      | 1,7%      |
| Moisés e Bruno vêem-se envolvidos na morte de dois jovens do bairro rival. Sara, desesperada com a sua gravidez, toma decisões precipitadas que poderão ter graves consequências. Isabel e Lopes conseguem acesso aos macabros snuff movies e fazem uma descoberta importante para a investigação. Jaime difunde a fotografia de Francisco Morais no seu novo programa televisivo, acusando-o de ser o Estrangulador do Lenço e incitando levianamente à justiça popular.                              |                             |                         |              |           |           |
| 15 | "Irreversível"              | 2 de maio de 2017       | 95 000       | 3,2%      | 1%        |
| As informações divulgadas pelo Justiceiro do Povo sobre a identidade do Estrangulador deixam Francisco Morais furioso...e imprevisível. Moisés incrimina Bruno pelas mortes dos dois jovens e este começa a sentir o cerco a apertar à sua volta. Sara recupera em casa do pai e Isabel sente-se cada vez mais impotente em relação à filha. |                             |                         |              |           |           |
| 16 | "Um Murro na Mesa"          | 16 de maio de 2017      | 190 000      | 4,3%      | 2%        |
| Uma mega-operação é lançada no Bairro dos Girassóis e tudo indica que Bruno é o principal alvo. A rusga acaba por correr da pior forma e Inácio faz tudo para tentar abafar o caso, contando para isso com a ajuda do seu novo aliado, Santos. Isabel sente-se manipulada por Francisco, que parece estar a utilizá-la como um peão de um jogo extremamente perigoso... |                             |                         |              |           |           |
| 17 | "Pupila"                    | 23 de maio de 2017      | 190 000      | 5,3%      | 2%        |
| Um rapaz é brutalmente assassinado na escola de Sara e a Quinta Brigada de Homicídios é chamada para investigar o caso. Isabel sente Francisco Morais cada vez mais próximo e começa a temer seriamente pela segurança de Sara. Em conjunto com Jaime, Carmo decide investigar a morte suspeita de Bruno. Sara pensa ter encontrado uma nova motivação para a sua vida e decide ir a um casting. |                             |                         |              |           |           |
| 18 | "Pena de Morte"             | 30 de maio de 2017      | 190 000      | 4,1%      | 2%        |
| Sara desapareceu e Isabel está convencida que foi raptada por Francisco Morais. Com a ajuda de Lopes, inicia uma busca desesperada pela filha. Jaime usa o programa para tentar obter informações, mas nada parece ajudar. Apesar de a quererem afastar do caso, Isabel segue incansavelmente as poucas pistas que a poderão levar até Sara, desconhecendo que Francisco ainda não executou todos os passos do seu plano.                                                                              |                             |                         |              |           |           |
| 19 | "Redenção"                  | 6 de junho de 2017      | 161 500      | 3,5%      | 1,7%      |
| Um trágico acontecimento abala o desenrolar da investigação. Sara continua desaparecida e os investigadores sentem-se de mãos atadas. Santos está cada vez mais encurralado. Jaime, desesperado, alia-se a Lopes para tentar encontrar mais pistas e os dois pensam ter encontrado o local onde Francisco se esconde com Sara. |                             |                         |              |           |           |
| 20 | "Salvação"                  | 13 de junho de 2017     | 152 000      | 3,5%      | 1,6%      |
| Francisco prepara-se para a cena final e o tempo não pára de contar. Será que as buscas à quinta do irmão de Francisco trarão algumas respostas? Conseguirá a 5ª Brigada salvar Sara e vingar Isabel? |                             |                         |              |           |           |

## Curiosidades
- Durante a fase de desenvolvimento e de produção da série, a mesma tinha como título "Criminal".[4]
- A audiência média da série foi de 1,8%/4,3% (rating/share).
- Foi a série menos vista em 2017, transmitida pela RTP1, empatando com  A Criação, em rating, porém, Filha da Lei encerrou com 4,3% de share contra 4,7% de share da série A Criação.